# Филозофија права
Филозофија права је грана филозофије и судске праксе, која проучава основна питања права и правних система, као што су "Шта је право?", "Шта су критеријуми за правне ваљаности?", "Каква је веза између закона и морала?", и многа друга слична питања.

## Аналитичка судска пракса и приступи правним проблемима
"Главни циљ аналитичке судске праксе је да обезбеди извештај о томе шта разликује право као систем норми од других нормативних система, као што су етичке норме." Питање које је привукло највећу пажњу филозофа права је Шта је закон?
Филозофе права такође занимају различити филозофски проблеми који се јављају у спровођењу права, као што су уставно право, кривично право, грађанско право и многа друга.

## Важне публикације
- Thomas Aquinas, Summa Contra Gentiles (many editions).
- Ronald Dworkin, Taking Rights Seriously . Cambridge, MA: Harvard University Press. 1977. Недостаје или је празан параметар |title= (помоћ).
- Ronald Dworkin, A Matter of Principle . Cambridge, MA: Harvard University Press. 1986. Недостаје или је празан параметар |title= (помоћ).
- Ronald Dworkin, Law's Empire . Cambridge, MA: Harvard University Press. 1986. Недостаје или је празан параметар |title= (помоћ).
- Ronald Dworkin, Freedom's Law: The Moral Reading of the American Constitution . Cambridge, MA: Harvard University Press. 1997. Недостаје или је празан параметар |title= (помоћ).
- Lon L. Fuller, The Morality of Law . New Haven, CT: Yale University Press. 1965. Недостаје или је празан параметар |title= (помоћ).
- John Chipman Gray, The Nature and Sources of Law (Peter Smith, 1972, reprint).
- H. L. A. Hart, The Concept of Law . Oxford: Oxford University Press. 1961. Недостаје или је празан параметар |title= (помоћ).
- H. L. A. Hart, Punishment and Responsibility . Oxford: Oxford University Press. 1968. Недостаје или је празан параметар |title= (помоћ).
- Sterling Harwood, Judicial Activism: A Restrained Defense . London: Austin & Winfield Publishers. 1996. Недостаје или је празан параметар |title= (помоћ).
- Georg Wilhelm Friedrich Hegel, Philosophy of Right (Oxford University Press 1967)
- Ian Farrell & Morten Ebbe Juul Nielsen, Legal Philosophy: 5 Questions, New York: Automatic Press, April 2007
- Oliver Wendell Holmes, Jr., The Common Law (Dover, 1991, reprint).
- Immanuel Kant, Metaphysics of Morals (Doctrine of Right) (Cambridge University Press 2000, reprint).
- Hans Kelsen, Pure Theory of Law (Lawbook Exchange Ltd., 2005, reprint).
- Duncan Kennedy, A Critique of Adjudication . Cambridge, MA: Harvard University Press. 1998. Недостаје или је празан параметар |title= (помоћ).
- David Lyons, Ethics & The Rule of Law . Cambridge: Cambridge University Press. 1984. Недостаје или је празан параметар |title= (помоћ).
- David Lyons, Moral Aspects of Legal Theory . Cambridge: Cambridge University Press. 1993. Недостаје или је празан параметар |title= (помоћ).
- Neil MacCormick, Legal Reasoning and Legal Theory . Oxford: Oxford University Press. 1979. Недостаје или је празан параметар |title= (помоћ).
- Joseph Raz, The Authority of Law (Oxford: Oxford University Press, 1983, reprint).
- Robert S. Summers, Instrumentalism and American Legal Theory . Ithaca, NY: Cornell University Press. 1982. Недостаје или је празан параметар |title= (помоћ).
- Robert S. Summers, Lon Fuller (Stanford, CA: Stanford University Press, 1984).
- Roberto Mangabeira Unger, The Critical Legal Studies Movement . Cambridge, MA: Harvard University Press. 1986. Недостаје или је празан параметар |title= (помоћ).
- Jeffrie G. Murphy and Jules L. Coleman, The Philosophy of Law: An Introduction to Jurisprudence . Boulder, CO: Westview Press. 1989. Недостаје или је празан параметар |title= (помоћ).
- Reinhold Zippelius, Rechtsphilosophie, 6th ed. . Munich: C.H. Beck. 2011. Недостаје или је празан параметар |title= (помоћ).